# Listă de articole despre Roma antică
Aceasta este o listă de articole despre Roma antică:
- Categorie « Roma antică »

## Articole fundamentale
- Fondarea Romei
- Regatul Roman
- Republica Romană (cronologie)
- Imperiul Roman (cronologie)
  - Imperiul Roman antic
  - Principatul (27 î.Hr. – 284 AD)
  - Dinastia Iulio-Claudiană  (27 î.Hr. - 68 AD)
  - Anul celor patru împărați (69 AD)
  - Dinastia Flaviană  (69-96 AD)
  - Dinastia Antoninilor (96-192 AD)
  - Dinastia Severilor (193-235 AD)
  - Criza secolului III  (235–284 AD)
  - Dominatul (284-476 AD)
- Antichitatea târzie
- Imperiul Roman de Apus
  - Declinul și căderea Imperiului Roman de Apus
- Imperiul Roman de Răsărit (categorie)

## Arhitectura romană
- Arhitectura în Roma Antică
  - Listă de monumente romane

## Armata romană
- Armata romană (categorie)
- Legiune (listă)
- Flota romană
- Istoria militară a Romei antice
- Listă de arme romane

## Arta romană
- Arta romană (categorie)
  - Literatura latină
  - Mozaic roman
  - Muzica în Roma Antică
  - Sculptura romană

## Drept roman
- Drept roman (categorie)
  - Listă de legi romane

## Instituții romane
- Instituții politice ale Romei Antice
- Constituția Romană
  - Istoria Constituției Romane
  - Senatul roman
  - Adunările romane
  - Magistrați

- Regatului
- Constituția Republicii Romane
- Constituția Imperiului Roman

## Economia romană
- Economia romană (categorie)
  - Agricultura în Roma Antică
  - Sclavia în Roma Antică
  - Finanțele în Roma Antică
- Monedă romană
  - Schimburi comerciale între Roma Antică și India

## Limbi romanice
- Limba latină (categorie)
- Istoria limbii latine
- Limbi romanice
  - Latina veche
  - Latina clasică
  - Vulgară
  - Latina târzie

- - Listă de scriitori latini
  - Cultura latină
  - Epigrafie latină
- Limba greacă antică

## Personalități romane

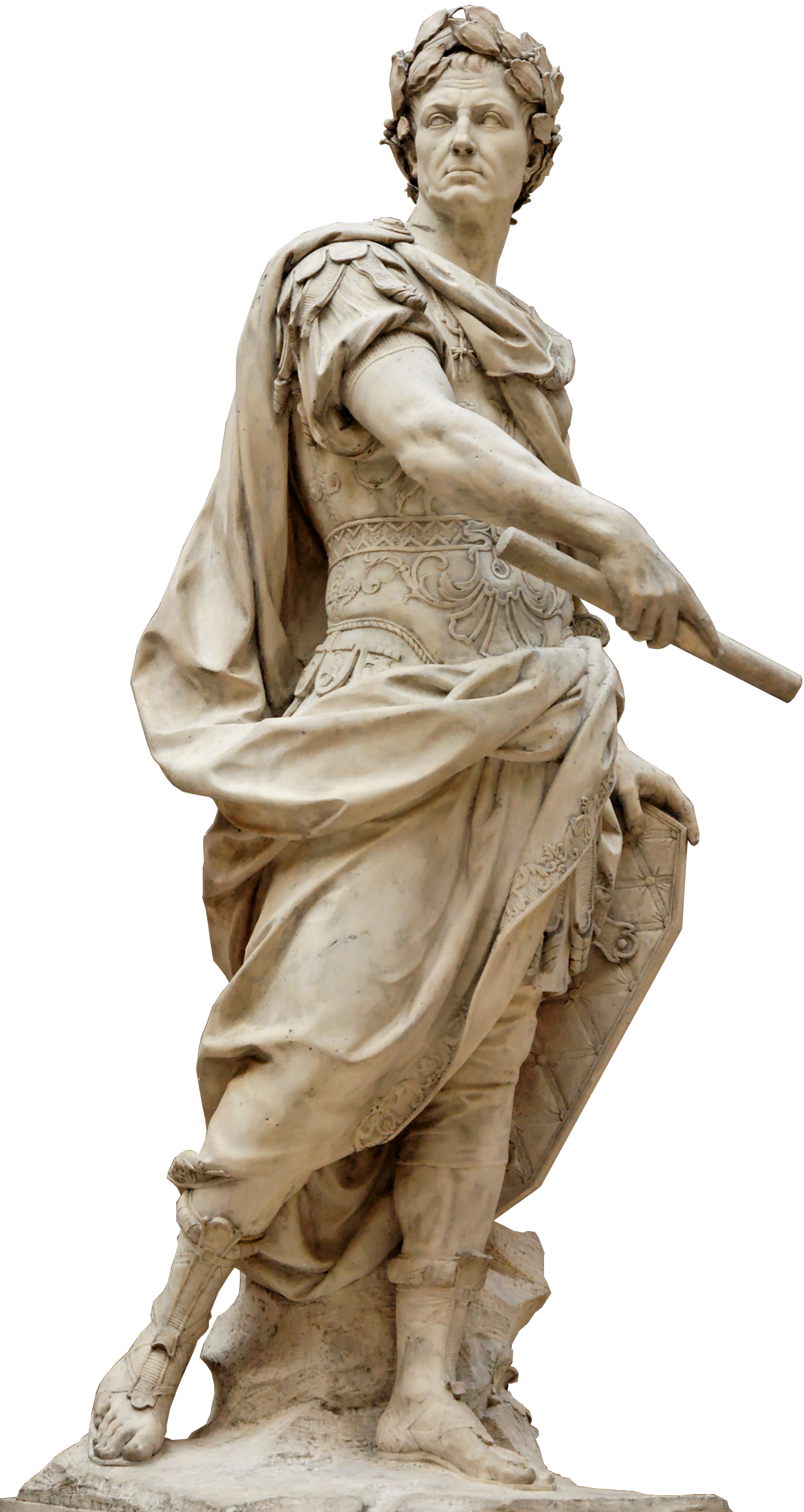
Iulius Cezar

- Categorie « Personalități ale Romei antice »
  - Gens
  - Listă de regi romani
  - Consuli
  - Listă de consuli în timpul Imperiului Roman târziu
  - Listă de tribuni militari
  - Listă de dictatori romani
  - Listă de cenzori romani
  - Lista împăraților romani
  - Lista împăraților bizantini
  - Listă de generali romani

## Religia romană
- Religia în Roma antică (categorie)
  - Mitologie romană
  - Religia în armata romană

## Societatea romană

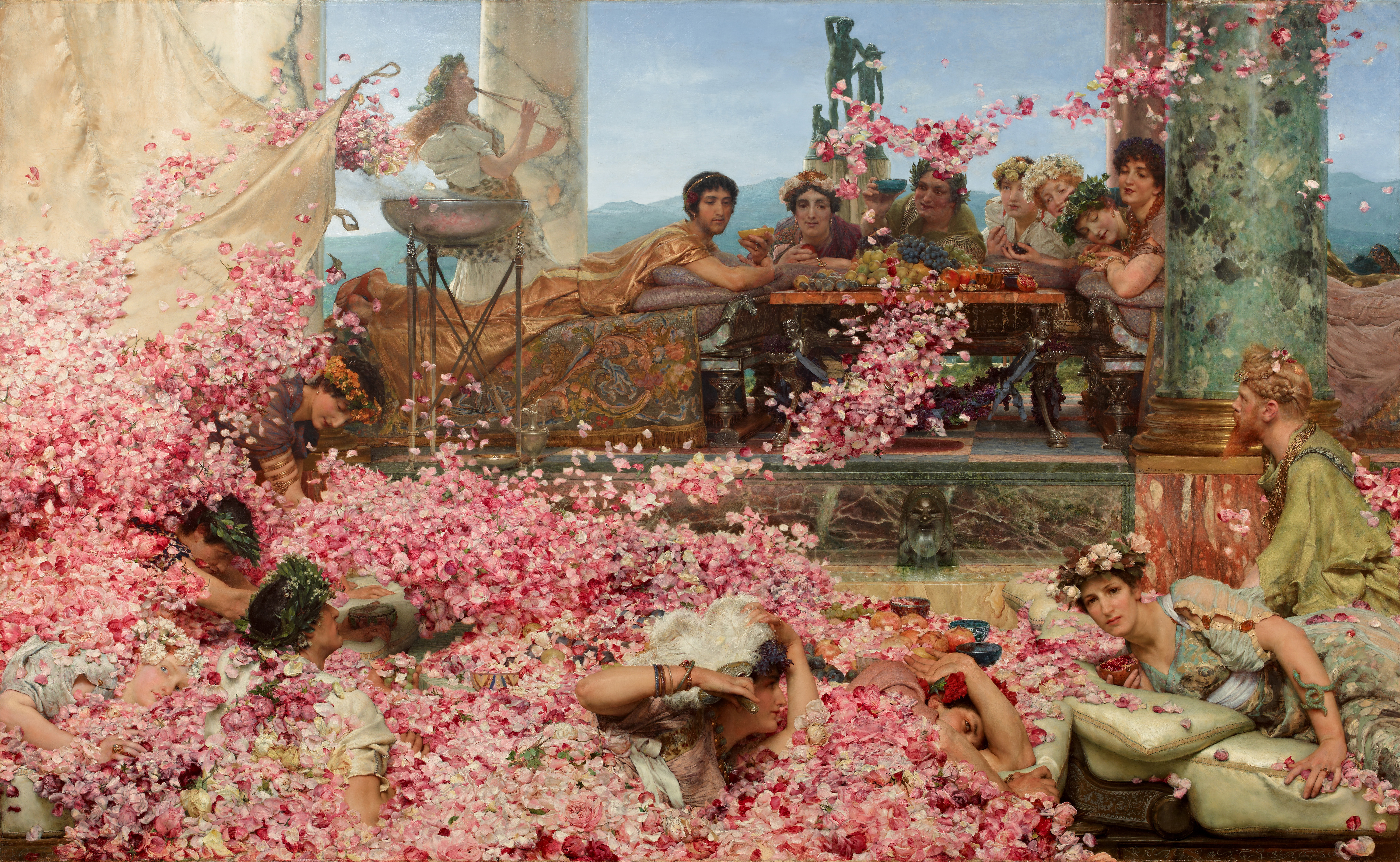

- Calendarul roman
- Bucătăria în Roma Antică
- Îmbrăcămintea în Roma Antică
- Cetățenia romană
- Educația în Roma Antică
- Femeia în Roma antică
- Locuința în Roma antică
- Igiena în Roma Antică
- Joc (Roma antică) (Ludi)
- Căsătoria în Roma Antică
- Medicina în Roma Antică
- Clase sociale în Roma antică
- Unități de măsură romane